# Biserica „Sfântul Nicolae” din Valea Perjei
Biserica „Sf. Nicolae” este o biserică amplasată în Valea Perjei, raionul Taraclia, Republica Moldova. Este un monument arhitectural de importanță națională inclus în Registrul monumentelor Republicii Moldova ocrotite de stat cu nr. 192 (raionul Ceadîr-Lunga). Datează din 1878.